# Мери Макдонъл
Мери Айлин Макдонъл (на английски: Mary Eileen McDonnell) е американска актриса.
Родена е в Уилкс-Бери, Пенсилвания на 28 април 1952 г.
Номинирана е за награда Оскар за ролята ѝ във филма „Танцуващият с вълци“ през 1990 г. Макдонъл е известна още с участията си в телевизионния сериал „Бойна звезда: Галактика“ от 2004 г. и във филма „Денят на независимостта“ на Роланд Емерих.

## Избрана филмография

### Кино
| година | филм                    | оригинално заглавие | роля                        | режисьор       |
| ------ | ----------------------- | ------------------- | --------------------------- | -------------- |
| 1990   | Танцуващият с вълци     | Dances with Wolves  | Кристин / Стоящата с юмрук  | Кевин Костнър  |
| 1991   | Гранд Каньон            | Grand Canyon        | Клер                        | Лоурънс Каздан |
| 1996   | Денят на независимостта | Independence Day    | първата дама Мерилин Уитмор | Роланд Емерих  |
| 2001   | Дони Дарко              | Donnie Darko        | Роуз Дарко                  | Ричард Кели    |
| 2003   | Нола                    | Nola                | Маргарет Лангуорти          | Алан Хруска    |
| 2011   | Писък 4                 | Scream 4            | Кейт Робъртс                | Уес Крейвън    |

### Телевизиоони серии
- „Спешно отделение“ – 2001 – 2002 г.
- „Бойна звезда: Галактика (минисериал)“ – 2003 г.
- „Бойна звезда: Галактика (2004)“ – 2004 г. – настояще
- „Бойна звезда: Галактика: Острие“ – 2007 г.